# Chaenothecopsis rubescens
Chaenothecopsis rubescens är en lavart som beskrevs av Vain. Chaenothecopsis rubescens ingår i släktet Chaenothecopsis och familjen Mycocaliciaceae.   Inga underarter finns listade i Catalogue of Life.